# Atwater (California)
Atwater è una città degli Stati Uniti d'America situata nella Contea di Merced, nello Stato della California.